# Mirni (Krasnogvardéiskoye, Adiguesia)
Mirni (del ruso: Мирный) es un pueblo (posiólok) del raión de Krasnogvardéiskoye en la república de Adiguesia de Rusia. Está situado 7 km al sur de Krasnogvardéiskoye y 65 km al noroeste de Maikop, la capital de la república. Tenía 13 habitantes en 2010
Pertenece al municipio de Béloye.